# Alastor (mitologia)
Alastor – w mitologii greckiej to duch pomsty za zbrodnie, który ścigał tego, kto dokonał zbrodni i w konsekwencji wymierzał zasłużoną karę.
- Pod tą nazwą kryje się również jeden z koni ciągnących rydwan Hadesa[2].
- Dzisiejsze znaczenie przenośne: Złoczyńca skalany nieprzebaczalną zbrodnią[1][3].

Odpowiednik rzymski: Genius Ultor.